# Saint-Sulpice (Haute-Saône)
Saint-Sulpice ist eine französische Gemeinde im Département Haute-Saône in der Region Bourgogne-Franche-Comté.

## Geografie
Saint-Sulpice liegt auf einer Höhe von 270 m über dem Meeresspiegel, zwei Kilometer nordöstlich von Villersexel und 23 Kilometer (Luftlinie) ostsüdöstlich der Stadt Vesoul. Das Dorf erstreckt sich in der Talebene des Ognon, nahe dem Zusammenfluss von Scey und Ognon und seine Gemeindefläche von 3,53 km² umfasst einen Abschnitt dieses Tales zur Gänze.
Eingefasst wird das Gemeindegebiet im Süden durch den Scey, im Westen durch den mäandrierenden Ognon. Die Alluvialebene liegt auf durchschnittlich 270 m und ist überwiegend von Wiesen- und Ackerland bestanden. Nach Nordosten reicht das Gemeindeareal auf die angrenzenden Anhöhen, die teils bewaldet, teils landwirtschaftlich genutzt werden. Mit 319 m wird auf einem Kalkplateau im äußersten Norden die höchste Erhebung von Saint-Sulpice erreicht.
Nachbargemeinden von Saint-Sulpice sind Aillevans und Longevelle im Norden, Villafans im Osten, Villers-la-Ville im Südosten sowie Villersexel im Süden und Westen.

## Geschichte

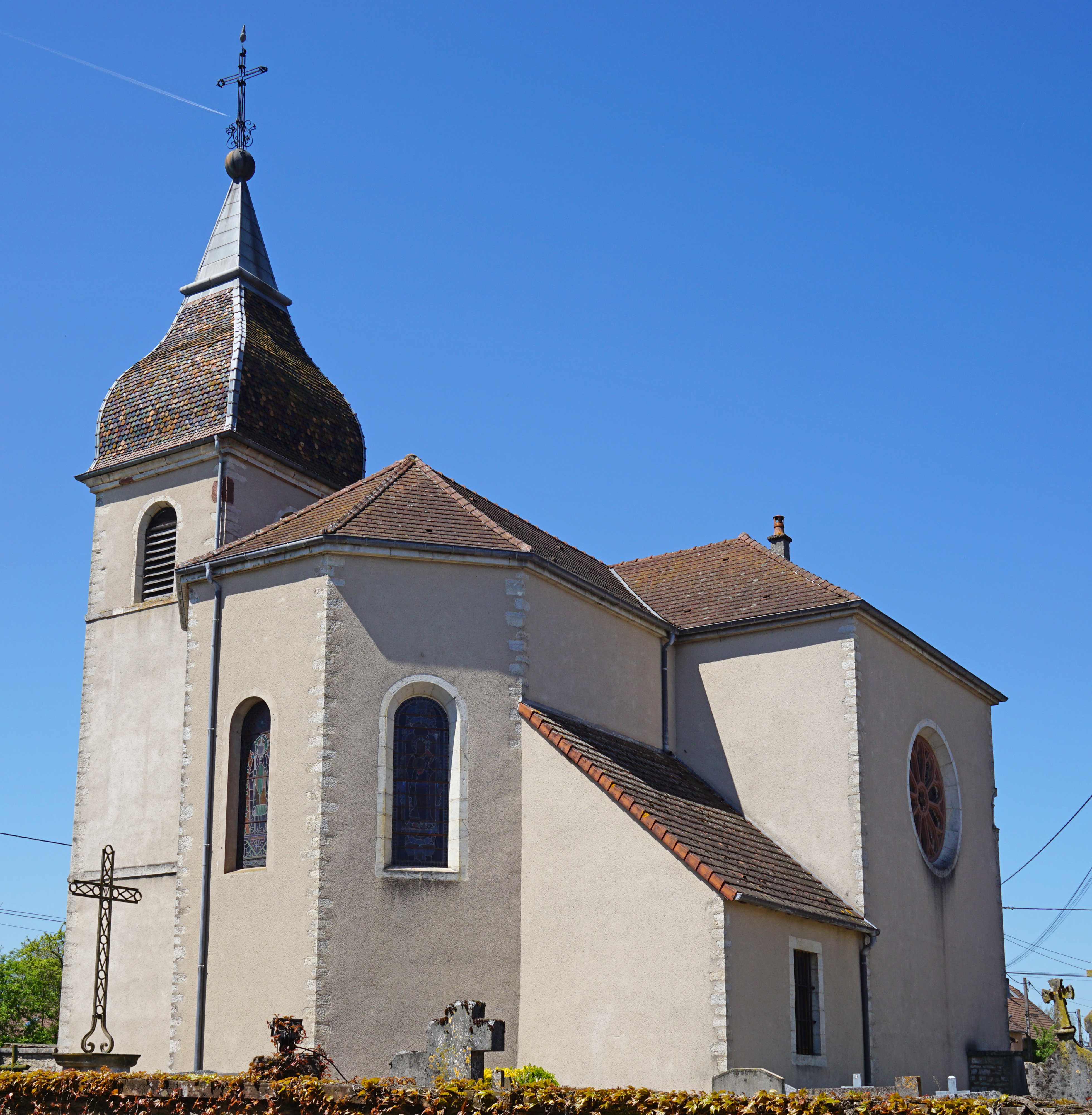
Kirche Saint-Sulpice

Das Gemeindegebiet von Saint-Sulpice war schon sehr früh bewohnt. Überreste eines einst bedeutenden römischen Landgutes wurden entdeckt. Den Ursprung des Ortes bildete vermutlich ein Priorat, das um 800 auf Veranlassung des Klosters von Luxeuil gegründet wurde. Seit dem 11. Jahrhundert wurde das Priorat jedoch nicht mehr benutzt. Im Mittelalter gehörte das Gebiet von Saint-Sulpice einem Vasallen der Grafen von Montbéliard. Zusammen mit der Franche-Comté gelangte das Dorf mit dem Frieden von Nimwegen 1678 definitiv an Frankreich. Seit 2000 ist Saint-Sulpice Mitglied des 33 Ortschaften umfassenden Gemeindeverbandes Communauté de communes du Pays de Villersexel.

## Bevölkerung
| Jahr                       | 1962 | 1968 | 1975 | 1982 | 1990 | 1999 | 2009 | 2018 |
| Einwohner                  | 107  | 99   | 112  | 113  | 108  | 99   | 135  | 129  |
| Quellen: Cassini und INSEE |      |      |      |      |      |      |      |      |

Mit 119 Einwohnern (1. Januar 2022) gehört Saint-Sulpice zu den kleinsten Gemeinden des Départements Haute-Saône. Nachdem die Einwohnerzahl in der ersten Hälfte des 20. Jahrhunderts deutlich abgenommen hatte (1886 wurden noch 219 Personen gezählt), wurden seither nur noch geringe Schwankungen verzeichnet.

## Sehenswürdigkeiten
Die Kirche Saint-Sulpice wurde 1863 im Stil der Neurenaissance erbaut, nachdem der Vorgängerbau 1848 abgebrannt war. Der Glockenturm der ehemaligen Kirche aus dem 18. Jahrhundert blieb erhalten.

## Wirtschaft und Infrastruktur
Saint-Sulpice war bis weit ins 20. Jahrhundert hinein ein vorwiegend durch die Landwirtschaft (Ackerbau, Obstbau und Viehzucht) und die Forstwirtschaft geprägtes Dorf. Daneben gibt es heute einige Betriebe des lokalen Kleingewerbes. Mittlerweile hat sich das Dorf auch zu einer Wohngemeinde gewandelt. Viele Erwerbstätige sind deshalb Wegpendler, die in den größeren Ortschaften der Umgebung ihrer Arbeit nachgehen.
Die Ortschaft liegt abseits der größeren Durchgangsachsen an einer Departementsstraße, die von Villersexel nach Ronchamp führt. Eine weitere Straßenverbindung besteht mit Longevelle.